# Armenische Revolutionäre Föderation

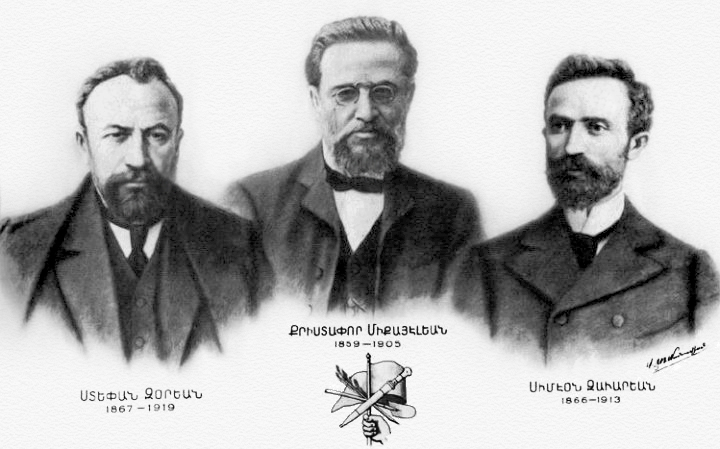
Parteigründer Stepan Zorian, Kristapor Miaeljan und Simon Sawarjan

Die Armenische Revolutionäre Föderation (armenisch Հայ Հեղափոխական Դաշնակցություն Haj Heghapochagan Daschnakzutjun, in traditioneller Orthografie Հայ Յեղափոխական Դաշնակցութիւն, westarmenisch Hay Heghapokhagan Tashnagtsutiun) ist eine 1890 in Tiflis (heute Georgien) gegründete armenische politische Partei. Die Revolutionäre Föderation gründet auf zwei Wurzeln: Sie war Teil der reformerisch eingestellten sozialistischen Bewegung, verband dies mit dem Streben nach nationaler Befreiung vom Russischen Reich und Osmanischen Reich, die damals das Siedlungsgebiet der Armenier unter sich aufgeteilt hatten. Die Revolutionäre Föderation ist Mitglied der Sozialistischen Internationale, ihre Grundsätze sind jedoch als nationalistisch zu beschreiben. Die Partei ist sowohl in Armenien als auch in Bergkarabach und der Diaspora aktiv.
Kurz wird die Partei Daschnakzutjun genannt, so heißen ihre Mitglieder Daschnaken.

## Geschichte bis 1921
Die Armenische Revolutionäre Föderation entstand 1890 im georgischen Tiflis durch den Zusammenschluss verschiedener armenischer politischer Gruppierungen, die den zur gleichen Zeit in Russland und Osteuropa tätigen glichen. Ihre Gründer waren der Marxist Kristapor Mikaeljan, der Narodnik Rostom (Stepan Zorian) und der Bakuninist Simon Sawarjan. Ihr Ziel war die Emanzipation der Armenier im Osmanischen Reich. Die Daschnaken verlangten ursprünglich eher Autonomie und Reformen für die von Armeniern besiedelten Gebiete des Osmanischen Reiches als ein unabhängiges Armenien, das zu dieser Zeit nicht von allen Armeniern als erstrebenswertes Ziel gesehen wurde. Die Partei begann damit, sich in den frühen 1890er Jahren im Gebiet der heutigen Türkei zu organisieren und hielt 1892 im georgischen Tiflis ihre erste größere Versammlung ab. An dieser Versammlung wurde eine dezentralisierte Vorgehensweise beschlossen, nach der verschiedene Teile der Partei ihre Politik und Strategien den jeweiligen örtlichen Verhältnissen anpassen konnten.
Die Daschnaken verstanden sich als revolutionäre Organisation, deren Zellen bewaffnete Aktionen ausführten. Die bekannteste war die Besetzung der Ottomanischen Bank in Konstantinopel 1896. In der Zeit von 1894 bis 1896 kam es zu gezielten Tötungen von Einzelpersonen. Auf der libanesischen Website der Jugendorganisation der Daschnak-Partei werden aufgezählt: „Armenier, die dem Sultan und der türkischen Regierung dienten. Unter anderem Maksoud Simon Bey, der Spion Ardashes, der Polizeichef Haji Dikran, der Priester Mampre Benlian, der Chirurg M. Tutunjiev und andere“. Zudem werden „Isahag Zhamharian, Janpoladian, Atamian“, das waren reiche Armenier in Russland, die sich weigerten die Daschnak-Partei mit Geld zu unterstützen. Sie wurden deshalb nach 1903 von den Daschnakisten ermordet.
1896 nahmen die Daschnaken als Beobachter am vierten Kongress der Sozialistischen Internationale teil und stellten ihr Programm vor. Angesichts der Russifizierungspolitik von Zar Nikolaus II. entschieden sich die Daschnaken an ihrem dritten Kongress in Sofia 1906, ihre Aktivitäten auf das russische Reich auszudehnen. Anlässlich ihres vierten Kongresses in Wien 1907 beschloss die Partei, sich der Sozialistischen Internationale anzuschließen. Dies erfolgte gegen den Widerstand der Bolschewiki, die Klassenkampf und Nationalismus für unvereinbar hielten.
Noch bevor 1908 Sultan Abdülhamid II. gestürzt wurde, unterstützten die Daschnaken die Jungtürken und das Komitee für Einheit und Fortschritt. Diese Unterstützung der neuen Regierung beruhte auf einem Missverständnis: Die Daschnaken sahen die Jungtürken als fortschrittliche Bewegung und verstanden nicht, dass es sich bei diesen um Nationalisten handelte, die das Osmanische Reich türkifizieren und die nationalen Minderheiten unterdrücken wollten. Obwohl die Daschnaken noch bei ihrem fünften Kongress 1909 an ihrer Unterstützung für die Jungtürken festhielten, mussten sie ihre Hoffnungen schnell verringern. Schon am sechsten Kongress in Konstantinopel 1911 wandten sie sich gegen die Politik des Komitees für Einheit und Fortschritt. An der Schwelle zum Ausbruch des Ersten Weltkriegs waren sich die Armenier der Gefahr bewusst, zwischen dem russischen und dem osmanischen Reich aufgerieben zu werden. An ihrem achten Kongress in Erzurum im Juli 1914 bestätigten die Daschnaken die gewählte Politik: Die Armenier sollten loyal an der Seite des jeweiligen Staates stehen, zu dem sie gehörten.
Während des Völkermordes an den Armeniern 1915 waren die Mitglieder der armenischen Revolutionären Föderation unter den ersten, die von den osmanischen Machthabern wegen ihrer führenden Rollen in den armenischen Gemeinden verfolgt und umgebracht wurden. Die Rolle der Armenischen Revolutionären Föderation in diesen Wirren wird bis heute äußerst widersprüchlich gewertet. Während von armenischer und westlicher Seite die Berechtigung des Einsatzes militärischer Mittel zum Schutz der Zivilbevölkerung als legitimes Mittel der Selbstverteidigung gesehen wird, betrachtet die staatliche türkische Geschichtsschreibung sie als kriminelle Aufrührer und Terroristen. Anschläge wurden auf den Kriegsminister Enver Pascha, den Innenminister Talât Pascha, den Arbeits- und Marineminister Cemal Pascha, den Großwesir Said Halim Pascha und den aserbaidschanischen Premierminister Fətəli Xan Xoyski verübt.
Nach dem Zusammenbruch des Russischen Reiches bildeten die Georgier, die Armenier und die Aserbaidschaner 1917 ein transkaukasisches Kommissariat. Die Georgier und Aserbaidschaner traten im Mai 1918 aus dieser Föderation aus und errichteten jeweils eigene Staaten. Daraufhin rief die Armenische Nationalversammlung am 28. Mai 1918 die Demokratische Republik Armenien aus. Der Daschnake Howhannes Katschasnuni bildete die erste Regierung. Die anderen Parteien weigerten sich, an ihr teilzunehmen. Die Daschnakzutjun bestritt Gebietsansprüche der Nachbarstaaten, insbesondere Aserbaidschans. Ihre Kämpfer gingen brutal gegen die aserbaidschanische Bevölkerung in Bergkarabach und in Ost-Aserbaidschan vor. Unter dem Kommandanten Amazasp richteten sie Massaker in Şamaxı und Quba mit etwa 8000 bzw. 4000 Toten an. Bei den Wahlen von 1919 erhielten die Daschnaken 90 % der Stimmen. 1920 nach der militärischen Niederlage gegen Mustafa Kemal Atatürk gab die Daschnakische Regierung dem Druck der Bolschewiki nach und bildete mit diesen eine Koalitionsregierung, in die zwei Daschnaken einzogen. Bald darauf wurde die Regierung gestürzt und wiederum unter der Leitung der Daschnaken am 18. Februar 1921 eine neue gebildet. Im April 1921 wurde Armenien von der Sowjetunion besetzt. Die Armenische Revolutionäre Föderation wurde aufgelöst und verboten.

## Heutige Politik
Während der folgenden 70 Jahre der Sowjetzeit verstand sich die Armenische Revolutionäre Föderation als Partei im Exil und als Interessenvertretung der Armenier in den Ländern der Diaspora. Auf nationaler Ebene waren dies besonders Libanon und Syrien und auf Gemeindeebene die französische Stadt Marseille. Nach dem Zusammenbruch der Sowjetunion konnte sich die Partei auch wieder in Armenien und der armenisch dominierten Republik Bergkarabach etablieren.
Die ARF gilt als die größte und einflussreichste Organisation in der Armenischen Diaspora. Sie besitzt ein weltweites Netzwerk von armenischen Schulen, Kirchen, Gemeinschaftszentren, Bildungs- und Kulturstiftungen (Armenian Educational and Cultural Society), Pfadfinder- und Sportvereinen (Homenetmen), Zeltlagern, Hilfswerken (Armenian Relief Society), Jugend- und Studentenorganisationen (Armenian Youth and Student Federation) und Interessenvertretungen (Armenian National Committee).
Die Armenisch Revolutionäre Föderation hat sich immer zu einem „freien, unabhängigen und vereinten Armenien“ bekannt. Der Begriff „vereintes Armenien“ bezieht sich auf die Grenzen Armeniens und umfasst das der Türkei angegliederte „Westarmenien“ (Nordost-Anatolien), wie es im Vertrag von Sèvres offiziell anerkannt wurde und vom amerikanischen Präsidenten Woodrow Wilson festgelegt war. Obgleich sie sich immer als sozialistische Partei bezeichnet hat, ist sie tatsächlich zu einer vorrangig linksnationalistischen und antikommunistischen Partei geworden.

### In der Republik Armenien

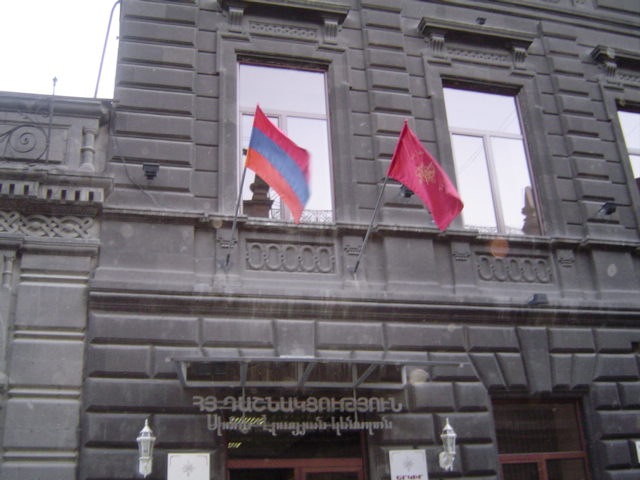
Hauptquartier der Daschnaken in Jerewan (2010)

Seit dem Jahr 1988 organisierte sich die Partei wieder in Armenien. Am 2. Juli 1991, nach der Erlangung der Unabhängigkeit der armenischen Republik von der Sowjetunion, registrierte sich die Partei wieder offiziell und wurde eine der größeren Parteien und wichtigste Opponentin der regierenden Armenischen Allnationalen Bewegung. In der Folge wurde sie vom Präsidenten Lewon Ter-Petrosjan am 28. Dezember 1994 zusammen mit der parteinahen Jerkir, der größten Tageszeitung des Landes, verboten. Der Präsident warf der Partei kriminelle Aktivitäten wie Drogenhandel, Auftragsmord und die Unterstützung terroristischer Vereinigungen vor. Dem war die Entscheidung des Obersten Gerichtshofs vorausgegangen, die ARF als Partei zu suspendieren, da sie Parteimitgliedschaft von Nicht-Staatsbürgern zuließe. Mehrere ARF-Politiker verbrachten einige Jahre im Gefängnis. Nachdem Ter-Petrosjan sein Amt verlor und von Robert Kotscharjan abgelöst wurde, wurde das Verbot 1998 aber wieder aufgehoben. Seit Ende der 1990er Jahre war die Armenische Revolutionäre Föderation Teil einer aus drei Parteien bestehenden Regierungskoalition, an der die Republikanische Partei und die Partei Land des Rechts beteiligt waren.
Sie hat den Minister für Bildung und Wissenschaft von 1998 bis 1999, von 2001 bis 2003, von 2006 bis 2008 mit Lewon Mkrttschjan und nach 2008 mit Spartak Sejranjan gestellt. Sie stellte den Agrarminister von 2003 bis 2008 mit Dawid Lokjan und nach 2008 mit Aramais Grigorjan. Den Arbeits- und Sozialminister stellte die Partei von 2003 bis 2008 mit Agwan Wardanjan und nach 2008 mit Arsen Ambarzumjan.
Sie war mit elf von 131 Sitzen in der Nationalversammlung in der Legislaturperiode 2003–2007 die wichtigste sozialistische Partei in Armenien und die viertstärkste im Parlament. Bei den Parlamentswahlen im Mai 2007 konnte sich die Partei auf 16 Sitze verbessern. Bei den Präsidentschaftswahlen im Februar 2008 war Wahan Howhannisjan der Kandidat der Partei und erhielt 6,2 % der Stimmen.
Nach der Parlamentswahl in Armenien 2018 war die Partei zunächst nicht mehr im armenischen Parlament vertreten. Ihr gelang jedoch mit dem ehemaligen Präsidenten Robert Kotscharjan als Spitzenkandidat bei der Parlamentswahl in Armenien 2021 im Wahlbündnis „Armenien“ der Wiedereinzug ins Parlament. Seitdem stellt die Partei zehn Abgeordnete innerhalb ihrer 29-köpfigen Fraktion.

#### Ergebnisse der Parlamentswahlen in Armenien
| Wahl | Stimmen | %     | Sitze         | Rang | Position nach d. Wahlen                                 | Quelle                                        |
| ---- | ------- | ----- | ------------- | ---- | ------------------------------------------------------- | --------------------------------------------- |
| 1995 | -       | -     | 1/190         | -    | Parteiverbot, im Parlament durch Direktmandat vertreten | Nohlen, Grotz, Hartmann (2001)                |
| 1999 | 84.232  | 7,96  | 8/131         | 4.   | Regierungskoalition                                     | electionguide.org                             |
| 2003 | 134.849 | 11,45 | 11/131        | 4.   | Regierungskoalition                                     | electionguide.org                             |
| 2007 | 177.907 | 13,30 | 16/131        | 3.   | Regierungskoalition                                     | electionguide.org                             |
| 2012 | 85.550  | 5,67  | 6/131         | 4.   | Opposition                                              | Zentrale Wahlkommission der Republik Armenien |
| 2017 | 103.173 | 6,58  | 7/105         | 7.   | Regierungskoalition, nach Okt. 2018 Opposition          | Zentrale Wahlkommission der Republik Armenien |
| 2018 | 48.816  | 3,88  | 0/132         | 5.   | außerparlamentarische Opposition                        | Zentrale Wahlkommission der Republik Armenien |
| 2021 | 268.165 | 21,04 | 10/107 29/107 | 2.   | Opposition                                              | Zentrale Wahlkommission der Republik Armenien |

#### Abgeordnete in der armenischen Nationalversammlung (seit 1990)
| - Artur Aghabekjan (2007–2012) - Howik Aghadschanjan (1990–1995) - Aschot Apojan (2003–2007, 2007–2012, parteilos) - Rusanna Arakeljan (2007–2012, 2017–2018) - Armen Babajan (2012–2017, parteilos) - Seirian Bagdasarjan (1990–1995) - Kim Balajan (1990–1995, 1999–2003) - Lilit Galstjan (2007–2012) - Gagik Geworgjan (2007–2012) - Samson Ghasarjan (1990–1995) - Arajik Grigorjan (2003–2007, 2007–2012, parteilos) - Aschot Hakopjan (1990–1995) - Rubik Hakopjan (1990–1995, 1995–1999) - Wahan Howhannisjan (1999–2003, 2003–2007, 2007–2012) - Gagik Hovhannisjan (1990–1995) | - Armenuhi Hovhannisjan (2003–2007, parteilos) - Rudik Howsepjan (1999–2003, 2003–2007) - Garnik Isaguljan (1990–1995) - David Jerizjan (1999–2003) - Andranik Karapetjan (2017–2018, parteilos) - Hrair Karapetjan (2003–2007, 2007–2012) - Armenuhi Kjureghjan (2017–2018) - Tigran Kjureghjan (1990–1995) - Norair Manaserjan (1990–1995) - Gegham Manukjan (2003–2007) - Mikajel Manukjan (2007–2012, 2012–2017) - Romik Manukjan (2017–2018) - Suren Manukjan (2017–2018) - Martun Matewosjan (1999–2003) - Hakob Matiljan (1999–2003) - Muschegh Mikajeljan (1999–2003) - Arzwik Minasjan (2007–2012) | - Henrik Muradjan (1990–1995) - Sargis Muradjan (1990–1995) - Ara Nranjan (2007–2012) - Alward Petrosjan (1999–2003, 2003–2007, 2007–2012) - Georgij Petrosjan (1990–1995) - Armen Rustamjan (1999–2003, 2003–2007, 2007–2012, 2012–2017, 2017–2018) - Aramais Sahakjan (1990–1995) - Bagrat Sargsjan (2007–2012) - Karen Schachmuradjan (2012–2017, parteilos) - Artjusch Schahbasjan (2007–2012) - Spartak Sejranjan (2003–2007, 2017–2018) - Ruben Torosjan (1990–1995) - Aghwan Wardanjan (1999–2003, 2012–2017) - Karen Wardanjan (2007–2012, parteilos) - Mikajel Wardanjan (2003–2007, parteilos) |

Quelle: Webseite der Nationalversammlung

#### Fraktionsvorsitzende in der armenischen Nationalversammlung
Alle bisherigen Fraktionsvorsitzenden, welche die Armenische Revolutionäre Föderation in Armeniens Nationalversammlung stellte:

Rubik Hakopian 1990 bis 1995
Martun Matewosjan 11. Juni 1999 bis 21. Mai 2006 Sekretär
Hrair Karapetjan 22. Mai 2006 bis 19. Mai 2008
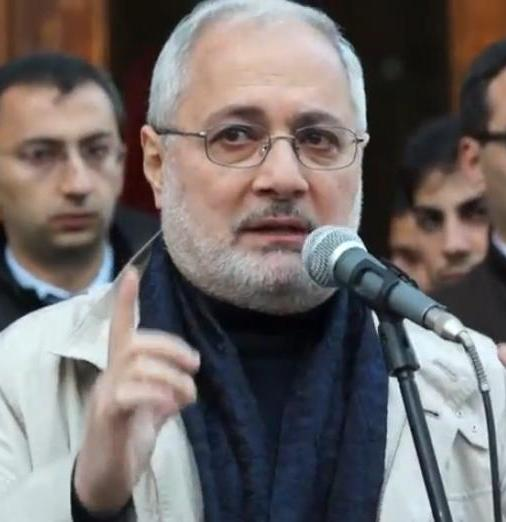
Wahan Howhannisjan 1. Mai 2008 bis 30. Mai 2012
Armen Rustamjan 31. Mai 2012 bis 13. Januar 2019

### Bergkarabach
Bei den Parlamentswahlen vom 19. Juni 2005 in der Republik Bergkarabach erlitt die Armenische Revolutionäre Föderation schwere Verluste und erreichte im Wahlbündnis mit der Bewegung 88 nur drei der 33 Sitze in der Nationalversammlung, nachdem die Partei zuvor mit neun von 33 Sitzen zweitstärkste Kraft war.

### Libanon
Für die im Libanon lebenden Armenier sind sechs Sitze in der dortigen Nationalversammlung reserviert. Der libanesische Arm der Armenischen Revolutionären Föderation erhielt viele Jahre eine Mehrheit der armenischen Stimmen und konnte die meisten der reservierten Sitze besetzen. Er vermied im Allgemeinen heikle innenpolitische Angelegenheiten und unterstützte meist die jeweilige Regierung.
Vor dem Libanesischen Bürgerkrieg von 1975 bis 1990 war die Partei eine enge Verbündete der Falangistischen Partei von Pierre Gemayel und ging mit dieser oft Listenverbindungen ein. Dabei war sie besonders in den Beiruter Wahlkreisen mit ihren hohen armenischen Bevölkerungsanteilen erfolgreich. Die Weigerung der Armenischen Revolutionären Föderation, wie der meisten anderen armenischen Gruppen, im Bürgerkrieg Partei zu nehmen, belastete die Beziehungen zwischen den beiden Parteien. In zahlreichen libanesischen Städten kam es zu Angriffen der Forces Libanaises auf die armenischen Viertel. Diese ist eine von den Falangisten dominierte Miliz, die von Bachir Gemayel, dem Sohn Pierre Gemayels, geführt wurden.
Eine größere Veränderung trat bei den Parlamentswahlen von 2000 ein. Verhandlungen zwischen der Armenischen Revolutionären Föderation und der Partei der Würde von Rafik Hariri über ein Wahlbündnis scheiterten an der Forderung Hariris, dass alle auf seiner Liste gewählten Kandidaten eine gemeinsame Fraktion bilden müssten, was in der libanesischen Politik eine Seltenheit ist. Außerdem konnte man sich nicht auf einen gemeinsamen Kandidaten für den Sitz der Protestanten einigen, von denen viele Armenier sind. Die Armenische Revolutionäre Föderation wagte den Alleingang und scheiterte. Die Partei der Würde und ihre Verbündeten gewannen 13 von 19 Beiruter Sitzen, der Armenischen Revolutionären Föderation blieb ein einziger Parlamentssitz, ihr schlechtestes Ergebnis seit vielen Jahrzehnten.

## Zentrale Ziele

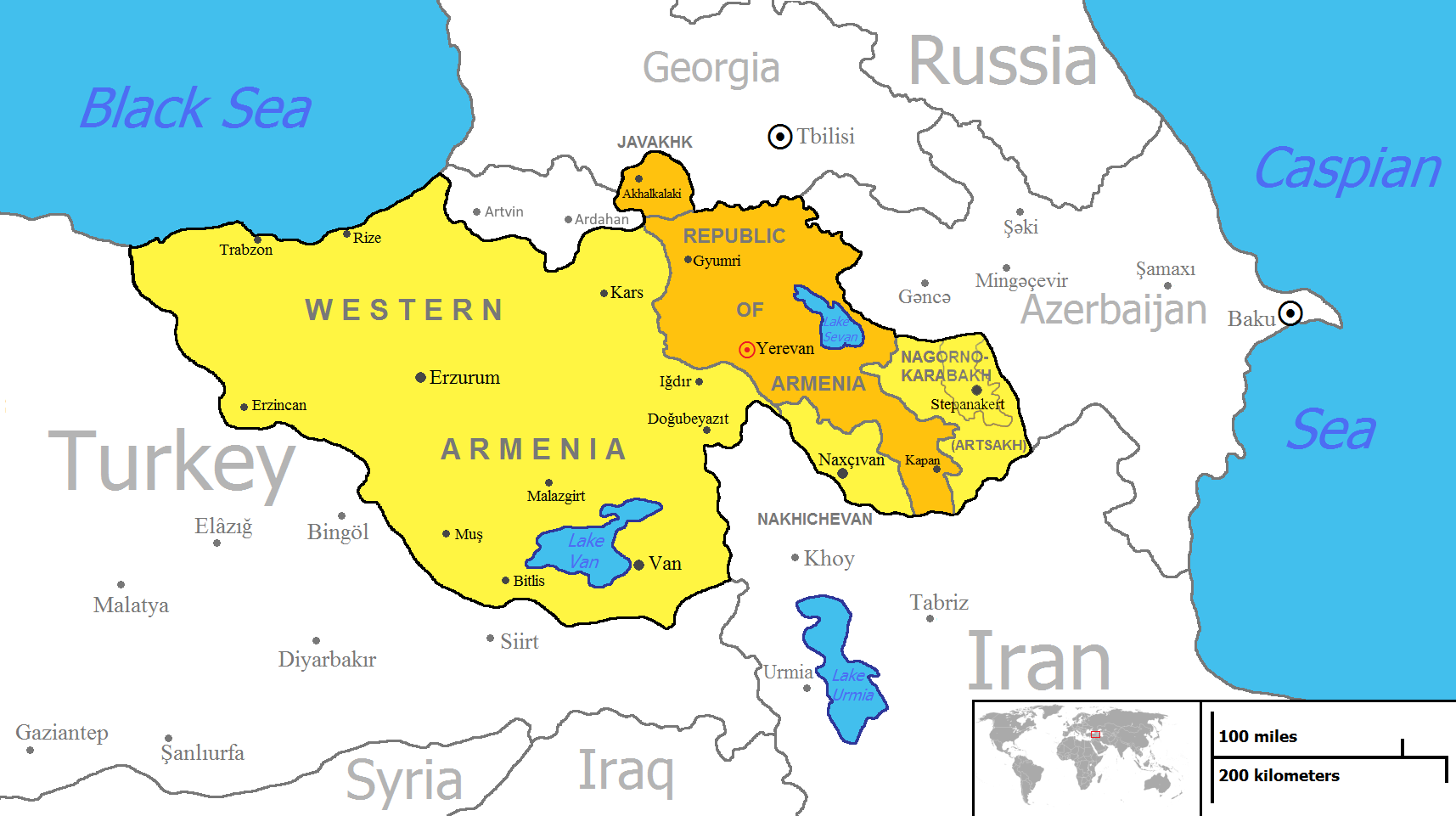
Karte des „vereinten Armenien“, wie es von der ARF angestrebt wird

Als ihre wichtigsten Ziele deklariert die Armenische Revolutionäre Föderation im Einzelnen die folgenden Thesen.
- Die Schaffung eines „freien, unabhängigen und vereinten Armeniens“. Die Grenzen des vereinten Armeniens sollen sowohl die Gebiete Armeniens nach dem Vertrag von Sèvres als auch die historischen armenischen Gebiete Arzach, Dschawachk und Nachitschewan umfassen.
- Die internationale Verurteilung des bisher ungesühnten Völkermordes an den Armeniern im Osmanischen Reich und die Rückgabe der historischen armenischen Gebiete sowie Reparationszahlungen an das „armenische Volk“ ergeben sich daraus.
- Das weitergehende Ziel ist die Zusammenführung der weltweit zerstreuten Armenier auf dem Boden des so entstandenen vereinten Armeniens.
- Die Stärkung von Armeniens Staatlichkeit, die Festigung von Demokratie und Rechtsstaatlichkeit, die Sicherung des wirtschaftlichen Wohlergehens des Volkes und die Schaffung sozialer Gerechtigkeit in diesem Staatsgebilde folgen daraus.

Weil die Partei zurzeit an einer (libanesischen) Regierung beteiligt ist, die keine territorialen Forderungen an die Türkei stellt, hält die Revolutionäre Föderation sich mit den territorialen Zielen vorerst zurück.